# Allium austrosibiricum
Allium austrosibiricum — вид рослин з родини амарилісових (Amaryllidaceae); поширений у південному Сибіру й Монголії.

## Опис
Трав'яниста багаторічна цибулинна рослина. Цибулини по кілька скупчені на повзучому кореневище, конічно-циліндричні, зігнуті; зовнішні оболонки чорнуваті. Стеблина 15–40 см заввишки. Листків 4–6, скупчені біля основи стебла, плоскі, лінійні, вузькі. Зонтик напівкулястий або кулястий, багатоквітковий, густий. Листочки оцвітини, рожеві, овально тупо загострені. 2n=16.

## Поширення
Поширений у південному Сибіру й Монголії.
Зростає у кам'янистих степах.